# Aschitus axius
Aschitus axius är en stekelart som först beskrevs av Trjapitzin 1978.  Aschitus axius ingår i släktet Aschitus och familjen sköldlussteklar. Inga underarter finns listade.